# Serica serensia
Serica serensia är en skalbaggsart som beskrevs av Saylor 1948. Serica serensia ingår i släktet Serica och familjen Melolonthidae. Inga underarter finns listade i Catalogue of Life.